# Nord Automobile
 (février 2021).
Nord Automobile est un constructeur automobile nigérian fondé en 2017.

## Histoire
Fondé en 2017, Nord Automobile naît du besoin d'une marque automobile nigériane, assemblant ses véhicules localement, selon les déclarations du chef de la direction, Oluwatobi Ajayi.
Le 11 décembre 2020, Nord Automobile dévoile cinq modèles de véhicules.

## Modèles
Nord commercialise des modèles de différents constructeurs chinois importés en pièces détachées qui sont assemblés sur place et rebadgés.
- A3 (berline ; Kaiyi E5)
- A5 (SUV ; Cowin Showjet)
- A7 (véhicule tout-terrain ; BAIC BJ40)
- A9 (crossover ; Kaiyi Kunlun)
- Demir (véhicule tout-terrain ; Hengtian L4600)
- Max (pick-up double cabine ; Huanghai N2)
- Tank (pick-up double cabine ; Huanghai N3)
- Tusk (pick-up double cabine ; Huanghai N7)
- Yarn (monospace ; Dongfend Forthing CM7)